# Rice Egyetem
A Rice Egyetem egy egyetem és nonprofit magán-oktatási intézmény az USA-ban. 1912-ben alapították.

## Tagság
Az egyetem az alábbi szervezeteknek a tagja:
- Oak Ridge Associated Universities
- ORCID
- Digitális Könyvtárak Szövetsége
- Kutatókönyvtárak Szövetsége
- National Association of Independent Colleges and Universities
- Universities Research Association
- Consortium for North American Higher Education Collaboration
- Southeastern Universities Research Association
- arXiv
- Association of American Universities
- Amerikai Főiskolák és Egyetemek Szövetsége
- Amerikai Oktatási Tanács
- Nemzeti Bölcsészettudományi Szövetség
- Információhálózati Koalíció
- Texas Library Coalition for United Action
- Scholarly Publishing and Academic Resources Coalition
- Council on Governmental Relations

## Leányszervezetek
Az egyetem alá az alábbi szervezetek tartoznak:
- James A. Baker III Institute for Public Policy
- Jesse H. Jones Graduate School of Business
- Susanne M. Glasscock School of Continuing Studies
- George R. Brown School of Engineering and Computing
- Kinder Institute for Urban Research
- Rice University School of Architecture
- Wiess School of Natural Sciences
- Rice University School of Humanities
- Shepherd School of Music
- Rice University School of Social Sciences

## Ingatlanok és szervezetek
Az egyetem alá az alábbi ingatlanoknak és szervezeteknek a tulajdonosa:
- Connexions
- Rice Stadium
- Reckling Park
- KTRU-LP
- Tudor Fieldhouse
- Woodson Research Center